# Atsuto Tatara
Atsuto Tatara (多々良 敦斗 Tatara Atsuto?, nacido el 23 de junio de 1987 en Shizuoka, Shizuoka) es un futbolista japonés que se desempeña como defensa.

## Trayectoria

### Clubes
| Club                | País  | Año         |
| ------------------- | ----- | ----------- |
| Matsumoto Yamaga FC | Japón | 2010 - 2014 |
| Vegalta Sendai      | Japón | 2015        |
| JEF United Chiba    | Japón | 2016 - 2017 |
| Roasso Kumamoto     | Japón | 2018 -      |

## Estadística de carrera

### J. League
| Club                | Año   | J. League | J. League | Copa J. League | Copa J. League | Total | Total |
| Club                | Año   | Part.     | Goles     | Part.          | Goles          | Part. | Goles |
| ------------------- | ----- | --------- | --------- | -------------- | -------------- | ----- | ----- |
| Matsumoto Yamaga FC | 2012  | 42        | 3         | -              | -              | 42    | 3     |
| Matsumoto Yamaga FC | 2013  | 42        | 1         | -              | -              | 42    | 1     |
| Matsumoto Yamaga FC | 2014  | 26        | 1         | -              | -              | 26    | 1     |
| Vegalta Sendai      | 2015  | 11        | 1         | 3              | 0              | 14    | 1     |
| JEF United Chiba    | 2016  | 22        | 0         | -              | -              | 22    | 0     |
| JEF United Chiba    | 2017  | 8         | 0         | -              | -              | 8     | 0     |
| Total               | Total | 151       | 6         | 3              | 0              | 154   | 6     |